# 車路墘 (臺中市)
車路墘，是臺灣臺中市豐原區的一個傳統地域名稱，位於該區西南部。相較於今日行政區，其範圍大致包括中興里、三村里不含西北端凸出部分。

## 歷史
台灣清治末期，車路墘地區為一街庄，稱為「車路墘庄」，隸屬於捒東上堡。該庄北與社皮庄、葫蘆墩街為鄰，東及東南與烏牛欄庄、校栗林庄為鄰，西南邊為大埔厝庄，西邊為三角仔庄。
1901年（日明治三十四年）11月，全台廢縣廳改設二十廳，該庄隸屬於臺中廳。1903年（明治三十六年）6月，該庄編入「社口區」，仍隸屬於臺中廳。1909年（明治四十二年）10月，全台二十廳合併為十二廳，社口區隸屬不變。1920年（大正九年），全台地方制度大改正，該庄改制為「車路墘」大字，隸屬於臺中州豐原郡豐原街，大字下有「車路墘」、「溝子墘」小字名。
戰後豐原街改制為豐原鎮，隸屬於臺中縣，大字亦改制為里。1950年10月，中、彰、投分治，豐原鎮隸屬不變。1976年，豐原鎮因人口超過十萬人而改制為縣轄豐原市。2010年12月，隨著臺中縣、市合併為直轄臺中市，豐原市改制為豐原區。

## 聚落
本地區發展較早的聚落為車路墘、溝仔墘，在日治期初期的官方地圖上已有記載。此外，本地區尚有三張公厝、三張等聚落。

## 交通
省道台3線（圓環東路、中山路）俗稱「內山公路」，是臺北至屏東的幹道，大致以東南—西北走向轉東北－西南走向經過本地區東北端一小部分。由該道路向東南繞大彎轉東北再繞大彎轉北北西再轉東北繞過豐原市中心可前往石岡、東勢、卓蘭、大湖等地，向西南可前往潭子、北屯、台中市區、大里等地。
省道台13線（圓環南路）是香山內湖至豐原的幹道，當中尖山至豐原路段俗稱「尖豐公路」，其南側端點位於本地區東北端省道台3線轉角路口。由此向西北繞大彎轉北北西再繞大彎轉東北再轉北北西再轉北偏東可繞過豐原市中心前往后里、三義、銅鑼、苗栗等地。
區道中82線（西勢路、合作街）是社口至豐原的道路，大致以西南—東北走向轉西向東蜿蜒經過本地區中北部。由該道路向西南轉西北西可前往三角子、社口中部偏南並止於區道中85線路口，向東可前往烏牛欄並止於省道台3線路口。
區道中84-1線（三和路）是溝仔墘至車路墘的道路，其北側端點位於本地區東部偏北的區道中82線路口。由此向南偏西轉南南西再轉南沿本地區東部邊界地帶蜿蜒而行，出境後可前往校栗林與大埔厝交界地帶、大埔厝與潭子交界地帶並止於區道中84線路口。

## 運動休閒
- 潭雅神自行車道：經過本地區西南端